# Exposition coloniale de 1907
Ne doit pas être confondu avec Exposition coloniale internationale.
L'Exposition coloniale de 1907 à Paris est la quatrième exposition coloniale organisée en France, après celle de Rouen en 1896, celle de Rochefort-sur-Mer en 1898 puis celle de Marseille en 1906.
Organisée au Jardin d'agronomie tropicale de Paris, alors territoire communal de Nogent-sur-Marne, elle est inaugurée le 14 mai 1907, par le ministre des Colonies, Raphaël Milliès-Lacroix. Elle connaît une très forte audience auprès des autorités de la République, de l’Empire, de l’étranger, ce qui lui vaut la visite du Président de la République, Armand Fallières, le 8 juin 1907. Elle est l'objet d'un vif intérêt public (1,8 million de visiteurs), ce qui conduit à reporter sa clôture du 19 septembre au 7 octobre.

## Organisation

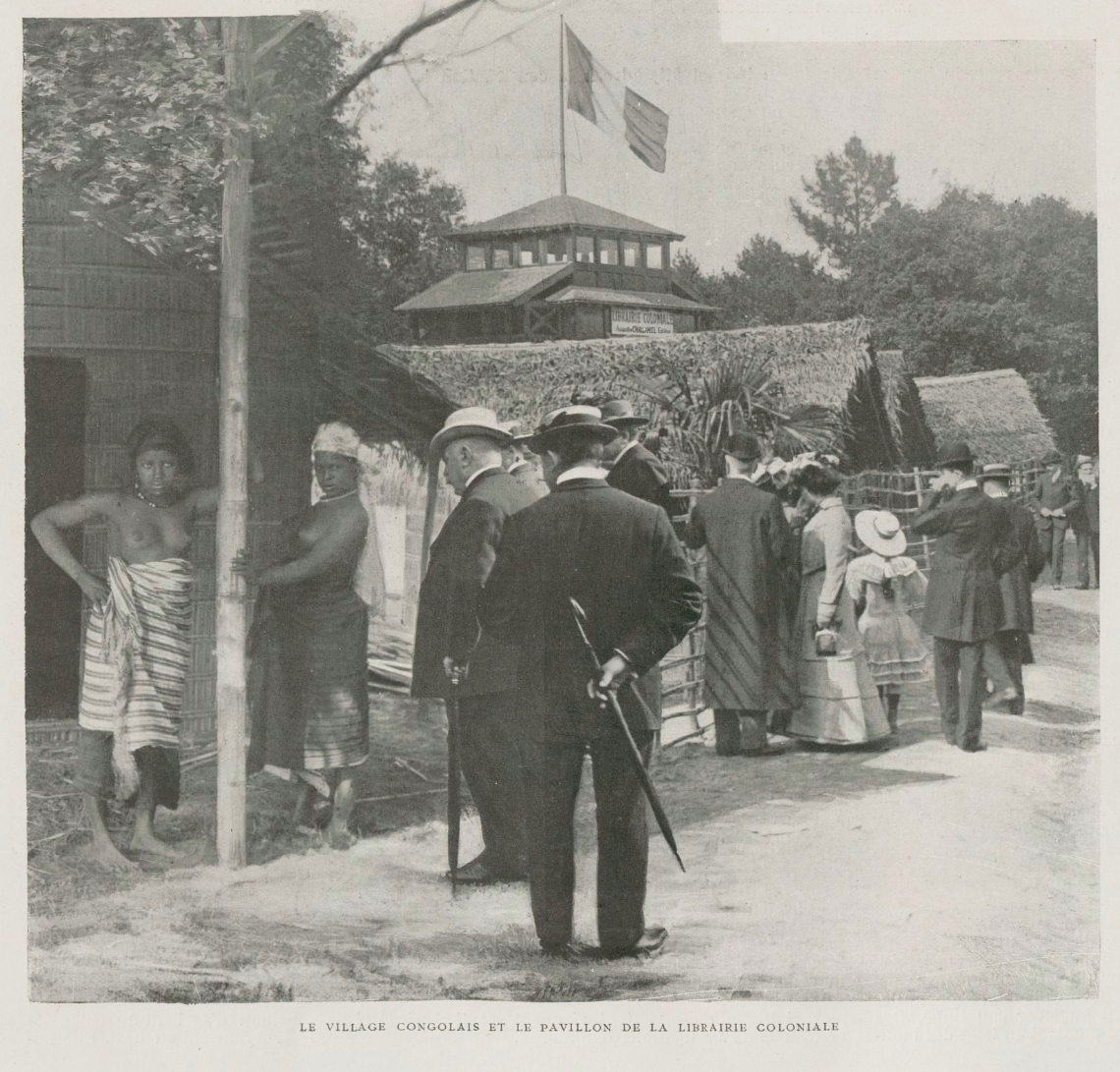
Le Village congolais.

L’exposition coloniale de 1907 est particulière pour avoir tenu des zoos humains. Après la participation de combattants africains aux combats de la Première Guerre mondiale et à une meilleure connaissance des territoires colonisés, l'exposition coloniale de 1931 n'en comporte officiellement pas, mais des forains produisent ce spectacle au jardin d'acclimatation.
Cinq villages sont reconstitués (Indochine, Madagascar, Congo, Soudan, Tunisie, Maroc) selon les grandes possession de l'empire français. Certains bâtiments trouvent en 1907 une seconde vie, comme la maison de la Cochinchine ou l’urne en bronze, copie de celle du palais impérial de Hué qui provenaient toutes deux de l’exposition coloniale de Marseille, tenue en 1906, alors que le pavillon du Congo avait déjà été présenté à l’exposition universelle de 1900 à Paris, puis à Marseille en 1906.

## Postérité
Pendant la Première Guerre mondiale, le site a servi d'hôpital pour les troupes coloniales. En souvenir, le jardin tropical compte plusieurs monuments aux morts à la mémoire des soldats coloniaux tués pendant la Première Guerre mondiale : monument au souvenir des soldats de Madagascar ; Monument aux cambodgiens et laotiens morts pour la France ; Monument aux indochinois chrétiens morts pour la France ; Monument aux soldats noirs morts pour la France.
Plus d'un siècle après des vestiges de plusieurs pavillons restent encore visibles. Propriété du CIRAD jusqu'en 2003, le site du Jardin d'agronomie tropicale est devenu propriété de la ville de Paris en 2003. La réhabilitation ne se fait que par petites touches : le pavillon de l’Indochine a ainsi été réhabilité en 2011 puis le pavillon de la Tunisie en 2019 et 2020.